# Midleton
Midleton is een plaats in het Ierse graafschap Cork. De plaats telt 3914 inwoners.